# Boerhaavewijk
De Boerhaavewijk is een wijk in het Haarlemse stadsdeel Schalkwijk. Er wonen in de Boerhaavewijk zo’n 6.800 personen. De wijk is vernoemd naar de Nederlandse arts, anatoom, botanicus, scheikundige en hoogleraar Herman Boerhaave.
In de Boerhaavewijk liggen het Spaarne Gasthuis, het Haarlem College, zwembad Boerhaavebad en Van der Valk Hotel Haarlem Zuid. Ook heeft de brandweer er een kazerne.

## Buurten in de wijk Boerhaavewijk
- Romolenpolder-oost
- Boerhaavevaart
- Geleerdenbuurt
- Proffesorenbuurt
- Poelpolder-noord
- Geleerdenbuurt